# 蒲州府
蒲州府，清朝时设置的府。

蒲州府在山西省的位置（1820年）

雍正六年（1728年）升蒲州置，治所在永济县（今山西省永济市西南蒲州镇）。辖境在今山西省永济、万荣、临猗等市县及芮城县西部地。辛亥革命后，全国废府，蒲州府從此废除。